# Novonikólskoie (Tambov)
|  | Per a altres significats, vegeu «Novonikólskoie». |

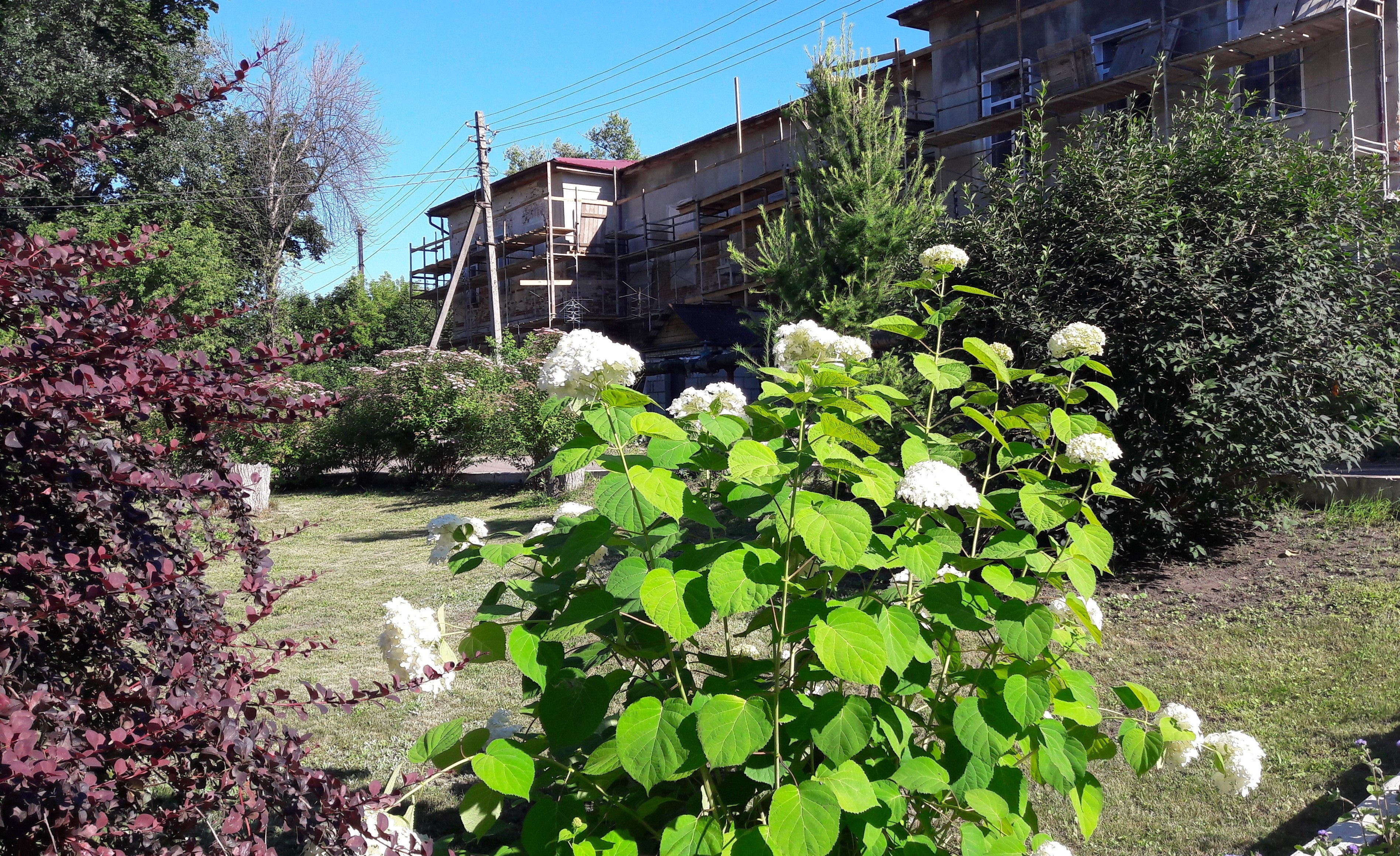
imatge de Novonikólskoie.

Novonikólskoie (en rus: Новоникольское) és un poble de l'óblast de Tambov, a Rússia, segons el cens del 2010 tenia 3.163 habitants.